# Liste der Brücken in Wien/Wieden
Diese Liste beinhaltet jene Wiener Brücken, die sich im 4. Bezirk Wieden befinden. Weitere Brücken, die an den 4. Bezirk grenzen oder sich nur teilweise auf seinem Bezirksgebiet befinden, von der Brückeninformation Wien aber anderen Bezirken zugeordnet sind, befinden sich in den jeweiligen Listen der angrenzenden Bezirke.

## Brücken
| Objekt / Teilobjekt                  | Foto | Lage     | Verwaltung / Objektnr. | System | Material   | Brückenklasse          | Länge (m) | Breite (m) | Baujahr | Anmerkungen |
| ------------------------------------ | ---- | -------- | ---------------------- | ------ | ---------- | ---------------------- | --------- | ---------- | ------- | ----------- |
| Straßenunterführung Südtiroler Platz | 1    | Standort | Bund B040100           | Rahmen | Stahlbeton | Straßenbrücke Klasse I | 82        | 15         | 1959    |             |